# Adolfo Garnica
Adolfo Garnica (Mèxic, 11 de febrer de 1930) és un director de cinema mexicà. Especialitzat en els curtmetratges i documentals, el 1985 fou nominat al Premi Ariel al millor curtmetratge per Fuerza de progreso. Va guanyar el Premi Perla del Cantàbric al millor documental en parla hispana al Festival Internacional de Cinema de Sant Sebastià 1959 pel seu curt Viva la tierra i el tornaria a guanyar el 1961 amb Río arriba. Aquest darrer fou realitzat per encàrrec de la Secretaría de Salubridad y Asistencia, aleshores ocupada per José Álvarez Amézquita sota la presidència d'Adolfo López Mateos.

## Filmografia
- 1965 ¡Que viva la muerte!
- 1965 Despierta ciudad dormida
- 1965 México es...
- 1964 Xekik
- 1963 A vuelo de águila
- 1963 Congreso de salud
- 1962 Una idea de oro
- 1961 Río arriba
- 1960 Sueño de plata
- 1959 Viva la tierra
- 1957 Madera conservada
- 1956 Fuerza de progreso
- 1956 Tambien ellos tienen ilusiones
- 1953 En defensa